# Zosterops pallidus
El anteojitos del Orange (Zosterops pallidus) es una especie de ave paseriforme de la familia endémica del África austral.

## Taxonomía
Anteriormente se consideraba conespecífico del anteojitos de El Cabo (Zosterops virens), pero actualmente se consideran especies separadas.

## Descripción
La especie mide unos 12 cm de largo y posee alas largas y redondeadas, patas fuertes y un anillo ocular de plumas blancas en torno a los ojos. Sus partes superiores son de color verde, y su garganta es amarilla. La parte central de su vientre es de color amarillo claro mientras que sus flancos son de color anaranjado pálido.
Son muy cantarines y mantienen el contacto con un pii, prii o piriii suave. Su canto consiste en frases largas repetidas o notas poco audibles que varían en tono, volumen e intensidad. Suelen comenzar por un sonido pirrup pirrup y luego seguir con un trino rápido, que puede incorpotrar otros tipos de llamados.

## Distribución y hábitat
Se extiende desde Namibia hasta el oeste de Sudáfrica, a lo largo del río Orange. Se la encuentra en varios hábitats, tanto con gran cantidad de vegetación como sin ella.

## Comportamiento
Es una especie sociable, que forma grandes bandadas fuera de la temporada de apareamiento. Construye un nido en forma de cuenco en un árbol y pone de dos a tres huevos sin manchas y de color azulado, que eclosionan al cabo de once a doce días y los polluelos se desarrollan al cabo de otros 12 días. El pico de la temporada de reproducción es de septiembre a diciembre. Este anteojitos se alimenta básicamente de insectos, pero también de algunas flores, de néctar, frutos y pequeñas semillas. 